# 第17回秋華賞
第17回秋華賞は2012年10月14日に施行された競馬の競走である。ジェンティルドンナが桜花賞、優駿牝馬に続いて優勝し、牝馬三冠を達成した。

## レース施行前の状況
本年度の3歳牝馬路線は阪神ジュベナイルフィリーズを制したジョワドヴィーヴルが主役になると目されていたが、同馬は圧倒的人気に推されたチューリップ賞で3着、次の桜花賞でも6着に敗退。その後に骨折が見つかり、休養に入った。
桜花賞は、シンザン記念の優勝馬で前走のチューリップ賞では4着に敗れていたジェンティルドンナが優勝した。ジェンティルドンナは続く優駿牝馬にも勝ち、春の二冠を達成した。同馬は秋初戦のローズステークスも快勝。本競走では単勝1.3倍と断然の主役として臨んできた。
対抗馬の筆頭とされたのが、クイーンカップの優勝馬で、桜花賞、優駿牝馬、ローズステークスで全てジェンティルドンナの2着に敗れていたヴィルシーナ。他にも、重賞勝ち馬のトーセンベニザクラ（フェアリーステークス）、ハナズゴール（チューリップ賞）、アイムユアーズ（フィリーズレビュー、クイーンステークス）、オメガハートランド（フラワーカップ）、ミッドサマーフェア（フローラステークス）や、古馬相手に1000万条件を勝ち上がったハワイアンウインド、アロマティコらが出走してきた。
一方、紫苑ステークスの勝ち馬であるパララサルーは両前脚に腱鞘炎を発症したため、秋を全休することとなった。
夏の上がり馬は少なく、出走18頭中、13頭が優駿牝馬にも出走していた。

### 春のクラシックの結果
第72回桜花賞
| 着順 | 競走馬名           | 性齢 | 騎手     | タイム | 着差 |
| ---- | ------------------ | ---- | -------- | ------ | ---- |
| 1    | ジェンティルドンナ | 牝3  | 岩田康誠 | 1:34.6 |      |
| 2    | ヴィルシーナ       | 牝3  | 内田博幸 | 1:34.7 | 1/2  |
| 3    | アイムユアーズ     | 牝3  | N.ピンナ | 1:34.8 | 1/2  |

第73回優駿牝馬
| 着順 | 競走馬名           | 性齢 | 騎手     | タイム | 着差 |
| ---- | ------------------ | ---- | -------- | ------ | ---- |
| 1    | ジェンティルドンナ | 牝3  | 川田将雅 | 2:23.6 |      |
| 2    | ヴィルシーナ       | 牝3  | 内田博幸 | 2:24.4 | 5    |
| 3    | アイスフォーリス   | 牝3  | 松岡正海 | 2:24.5 | 3/4  |

### トライアルの結果
紫苑ステークス
| 着順 | 競走馬名         | 性齢 | 騎手     | タイム | 着差 |
| ---- | ---------------- | ---- | -------- | ------ | ---- |
| 1    | パララサルー     | 牝3  | 三浦皇成 | 1:58.4 |      |
| 2    | ブリッジクライム | 牝3  | 大野拓弥 | 1:58.5 | 1/2  |

第30回ローズステークス
| 着順 | 競走馬名           | 性齢 | 騎手     | タイム | 着差  |
| ---- | ------------------ | ---- | -------- | ------ | ----- |
| 1    | ジェンティルドンナ | 牝3  | 岩田康誠 | 1:46.8 |       |
| 2    | ヴィルシーナ       | 牝3  | 内田博幸 | 1:47.0 | 1 1/2 |
| 3    | ラスヴェンチュラス | 牝3  | 川田将雅 | 1:47.1 | 3/4   |

## 出走馬と枠順
スポーツナビ（Yahoo Japan）の「第17回秋華賞（GI）」出馬表およびオッズ参照。
| 枠番 | 馬番 | 競走馬名           | 性齢 | 騎手       | 調教師     | 馬主                     | オッズ        |
| ---- | ---- | ------------------ | ---- | ---------- | ---------- | ------------------------ | ------------- |
| 1    | 1    | ヴィルシーナ       | 牝3  | 内田博幸   | 友道康夫   | 佐々木主浩               | 6.1（2人）    |
| 1    | 2    | アロマティコ       | 牝3  | 佐藤哲三   | 佐々木晶三 | （有）サンデーレーシング | 37.7（6人）   |
| 2    | 3    | ブリッジクライム   | 牝3  | 大野拓弥   | 鈴木康弘   | 吉田照哉                 | 71.2（11人）  |
| 2    | 4    | ハワイアンウインド | 牝3  | N.ピンナ   | 岡田稲男   | 吉田勝己                 | 24.9（4人）   |
| 3    | 5    | ラスヴェンチュラス | 牝3  | 川田将雅   | 小島茂之   | 西見徹也                 | 52.0（9人）   |
| 3    | 6    | チェリーメドゥーサ | 牝3  | 小牧太     | 小西一男   | 櫻井悦朗                 | 203.6（15人） |
| 4    | 7    | トーセンベニザクラ | 牝3  | 武豊       | 柴崎勇     | 島川隆哉                 | 38.8（7人）   |
| 4    | 8    | キャトルフィーユ   | 牝3  | 四位洋文   | 角居勝彦   | （株）ロードホースクラブ | 85.4（12人）  |
| 5    | 9    | ダイワズーム       | 牝3  | 横山典弘   | 鹿戸雄一   | 大城敬三                 | 131.5（13人） |
| 5    | 10   | ハナズゴール       | 牝3  | 田辺裕信   | 加藤和宏   | マイケル・タバート       | 40.2（8人）   |
| 6    | 11   | サンシャイン       | 牝3  | 浜中俊     | 藤岡健一   | 青山洋一                 | 215.3（16人） |
| 6    | 12   | アイスフォーリス   | 牝3  | 松岡正海   | 相沢郁     | （有）サンデーレーシング | 67.3（10人）  |
| 7    | 13   | メイショウスザンナ | 牝3  | 福永祐一   | 高橋義忠   | 松本好隆                 | 199.2（14人） |
| 7    | 14   | ジェンティルドンナ | 牝3  | 岩田康誠   | 石坂正     | （有）サンデーレーシング | 1.3（1人）    |
| 7    | 15   | ミッドサマーフェア | 牝3  | 蛯名正義   | 小島太     | Ｈ.Ｈ.シェイク・モハメド | 28.0（5人）   |
| 8    | 16   | サトノジョリー     | 牝3  | 秋山真一郎 | 松田国英   | 里見治                   | 409.7（18人） |
| 8    | 17   | アイムユアーズ     | 牝3  | 池添謙一   | 手塚貴久   | ユアストーリー           | 11.8（3人）   |
| 8    | 18   | オメガハートランド | 牝3  | 石橋脩     | 堀宣行     | 原禮子                   | 287.1（17人） |

※全頭とも性齢は「牝3歳」、斤量は55kg。。

## レース展開
スタート後のポジション争いでは、最内枠のヴィルシーナが気合をつけて逃げる作戦にでた。ジェンティルドンナは馬群中団の外を追走する。前半はスローペースで流れ、1000メートルの通過は62.2秒。向こう正面に入ると、チェリーメドゥーサが最後方から一気に進出を開始して先頭に立ち、大逃げをうった。後続も残り600メートルを過ぎたあたりから進出を開始する。最後の直線に入ってもチェリーメドゥーサと後続は大きく離れていたがゴール前で一杯になり、残り約100メートルになってようやくジェンティルドンナとヴィルシーナが馬体を併せて追い上げてくる。ゴール前では大接戦となったが、わずか7センチメートルの差でジェンティルドンナが優勝した。

## レース結果
以下は、netkeiba.comの第17回秋華賞(G1)および月刊『優駿』2012年12月号100頁参照。
| 着順 | 馬番 | 枠番 | 競走馬名           | タイム | 着差   | 上がり3F |
| ---- | ---- | ---- | ------------------ | ------ | ------ | -------- |
| 1    | 7    | 14   | ジェンティルドンナ | 2:00.4 |        | 33.1     |
| 2    | 1    | 1    | ヴィルシーナ       | 2:00.4 | ハナ   | 33.9     |
| 3    | 1    | 1    | アロマティコ       | 2:00.6 | 1 1/2  | 33.1     |
| 4    | 2    | 2    | ブリッジクライム   | 2:00.7 | 1/2    | 33.0     |
| 5    | 3    | 6    | チェリーメドゥーサ | 2:00.7 | ハナ   | 35.5     |
| 6    | 8    | 17   | アイムユアーズ     | 2:00.7 | ハナ   | 33.6     |
| 7    | 6    | 11   | サンシャイン       | 2:00.8 | 3/4    | 33.7     |
| 8    | 4    | 8    | キャトルフィーユ   | 2:00.8 | アタマ | 34.0     |
| 9    | 4    | 7    | トーセンベニザクラ | 2:01.1 | 1 3/4  | 33.8     |
| 10   | 3    | 5    | ラスヴェンチュラス | 2:01.1 | アタマ | 32.9     |
| 11   | 7    | 15   | ミッドサマーフェア | 2:01.1 | ハナ   | 33.6     |
| 12   | 5    | 9    | ダイワズーム       | 2:01.2 | 1/2    | 34.1     |
| 13   | 2    | 4    | ハワイアンウインド | 2:01.2 | アタマ | 33.7     |
| 14   | 8    | 18   | オメガハートランド | 2:01.4 | 3/4    | 33.6     |
| 15   | 6    | 12   | アイスフォーリス   | 2:01.6 | 1 1/4  | 34.9     |
| 16   | 5    | 10   | ハナズゴール       | 2:02.0 | 2 1/2  | 34.0     |
| 17   | 8    | 16   | サトノジョリー     | 2:02.1 | 1/2    | 34.3     |
| 18   | 7    | 13   | メイショウスザンナ | 2:02.4 | 2      | 35.7     |

### データ
| 1000m通過タイム     | 62.2秒（チェリーメドゥーサ） |
| 上がり4ハロン       | 46.6秒                       |
| 上がり3ハロン       | 35.2秒                       |
| 優勝馬上がり3ハロン | 33.1秒                       |
| 最速馬上がり3ハロン | 32.9秒（ラスヴェンチュラス） |

### 払戻金
| 単勝   | 14     | 130円   |
| 複勝   | 14     | 110円   |
| 複勝   | 1      | 130円   |
| 複勝   | 2      | 410円   |
| 枠連   | 1-7    | 230円   |
| 馬連   | 1-14   | 250円   |
| 馬単   | 14>1   | 300円   |
| ワイド | 1-2    | 150円   |
| ワイド | 1-14   | 590円   |
| ワイド | 2-14   | 1,130円 |
| 3連複  | 1-2-14 | 1,990円 |
| 3連単  | 14>1>2 | 3,660円 |

## テレビ・ラジオ中継
- ラジオNIKKEI
  - 実況：檜川彰人
- 関西テレビ
  - 実況：大橋雄介
  - 解説：高橋賢司（競馬エイト）・岡部幸雄（元JRA騎手、JRA裁定委員会外部委員）
  - パドック実況：岡安譲
  - ゲート前リポーター：細江純子（元JRA騎手、競馬評論家）
  - 勝利ジョッキーインタビュー：石巻ゆうすけ

## 達成された記録
- 優勝馬のジェンティルドンナは、メジロラモーヌ、スティルインラブ、アパパネに続く史上4頭目の牝馬三冠を達成した[21]。
- ジェンティルドンナの父であるディープインパクトもクラシック三冠を達成しており、史上初めて親子での三冠達成となった[22]。
- 優勝騎手の岩田は、史上初めて秋華賞を連覇した[23]。また、秋華賞3勝目[注 1]となり、武豊[注 2]に並ぶ最多勝騎手となった[23]。GI勝利はロードカナロアで制した本年のスプリンターズステークス以来となる通算17勝目。
- 勝ちタイム2:00.4は、良馬場開催では同レース史上2番目に遅いタイムとなっている[注 3]。
- ラスヴェンチュラスが記録した上がり3F32秒9は、2007年の4着馬ベッラレイアに並ぶ同レース最速記録となっている（2024年現在）